# Teodor (Ghandour)
Teodor, imię świeckie Iljas Al-Ghandur (ur. 27 czerwca 1977 w Zahli) – libański duchowny prawosławnego Patriarchatu Antiocheńskiego, od 2017 biskup pomocniczy metropolii Damaszku.

## Życiorys
Święcenia kapłańskie przyjął 13 września 2008. Chirotonię biskupią otrzymał 25 listopada 2017.